# Shaul Schwarz
Shaul Schwarz (* 1974 in Israel) ist ein israelischer Fotojournalist und Dokumentarfilmer. Er lebt seit 1999 in New York City und wurde für seine fotografischen Dokumentationen mehrfach international ausgezeichnet.

## Leben
Shaul Schwarz wurde 1974 in Israel geboren und begann seine Karriere als Fotograf bei der israelischen Luftwaffe, danach war er in Israel als Fotojournalist tätig. Im Jahr 1999 wechselte er seinen Wohnsitz nach New York City und arbeitet dort als freier Fotograf der Agentur Reportage by Getty Images. Bilder von Schwarz erschienen in zahlreichen Medien, darunter im National Geographic Magazine, The New York Times Magazine und Time.
2004 wurde Schwarz für seine Reportage über den bürgerkriegsähnlichen Konflikt zum Ende der Amtszeit von Jean-Bertrand Aristide in Haiti zweimal mit dem World Press Photo Award ausgezeichnet. 2005 erhielt er den Visa d’Or für seine Bilderdokumentation über den Gaza-Streifen. Weitere Auszeichnungen umfassen unter anderem mehrere Ehrungen als Picture of the Year sowie 2009 den dem Fotografen Robert Capa gewidmete Robert Capa Gold Medal Award des Overseas Press Club für seine Dokumentation der Gewaltszenen nach der Präsidentschaftswahl 2007 in Kenia. Anfang 2010 dokumentierte Shaul Schwarz die Folgen der Erdbeben in Haiti 2010 für Time und andere Medien. In der Fotoserie Narco Culture veröffentlichte er Bilder zu den Gewalttaten der mexikanischen Drogenkartelle in der Stadt Ciudad Juárez, die auch in der von der Organisation Reporter ohne Grenzen herausgegebenen Publikation Bilder für die Pressefreiheit 2010 verwendet wurden.
Nach 2010 drehte er mehrere Dokumentationen.

## Filme
- Narco Cultura (2013)
- Aidas Geheimnisse (2016) (zusammen mit Alon Schwarz)
- Trophy (2017)

## Belege
1. ↑  Angaben auf der offiziellen Homepage (Memento des Originals vom 15. Januar 2011 im Internet Archive)  Info: Der Archivlink wurde automatisch eingesetzt und noch nicht geprüft. Bitte prüfe Original- und Archivlink gemäß Anleitung und entferne dann diesen Hinweis. des Fotografen sowie beim National Geographic Magazine (Memento des Originals vom 20. Mai 2010 im Internet Archive)  Info: Der Archivlink wurde automatisch eingesetzt und noch nicht geprüft. Bitte prüfe Original- und Archivlink gemäß Anleitung und entferne dann diesen Hinweis..
2. ↑  Getty's Shaul Schwarz Wins The Robert Capa Gold Medal Award (Memento des Originals vom 27. November 2010 im Internet Archive)  Info: Der Archivlink wurde automatisch eingesetzt und noch nicht geprüft. Bitte prüfe Original- und Archivlink gemäß Anleitung und entferne dann diesen Hinweis.. National Press Photographers Association, 23. April 2009.
3. ↑  Mathieu von Rohr: Wer es verdient stirbt auch. Mit Bildern von Shaun Schwarz, In: Bilder für die Pressefreiheit 2010, herausgegeben von Reporter ohne Grenzen 2010.